# Fanning Island (ö i Falklandsöarna)
Fanning Island är en ö i territoriet Falklandsöarna (Storbritannien). Den ligger i den centrala delen av ögruppen, 90 km väster om huvudstaden Stanley.